# Городское (Житомирская область)
Городское (укр. Городське) — село на Украине, находится в Коростышевском районе Житомирской области. Близ села находится городище древнерусского Городеска.
Население по переписи 2001 года составляет 406 человек. Почтовый индекс — 12523. Телефонный код — 4130. Занимает площадь 2,288 км².

## Адрес местного совета
12523, Житомирская область, Коростышевский р-н, с.Городское, ул.Матюшенко, 16